# Video wall

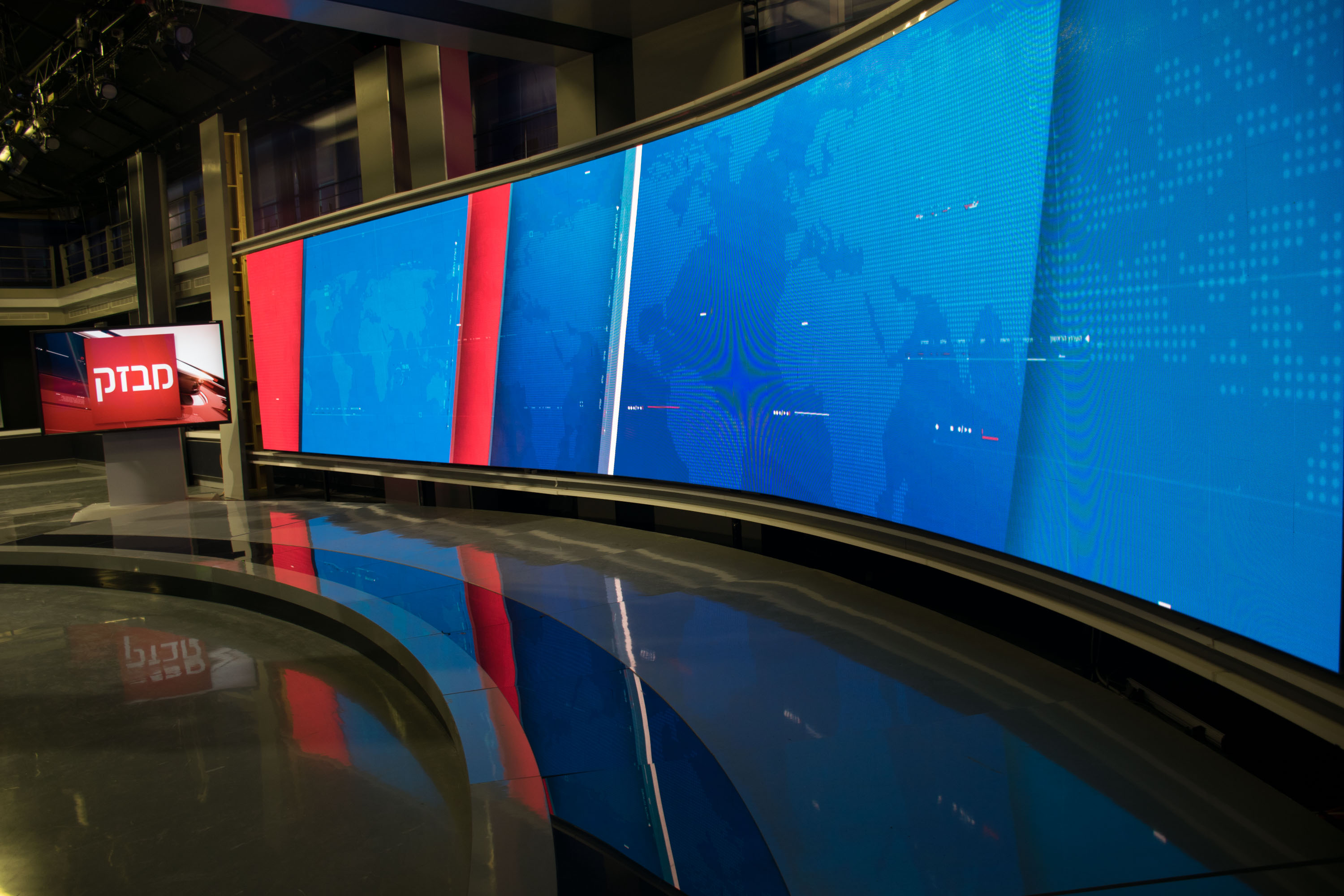
Video wall em um estúduo de televisão.

Video wall é um equipamento que consiste em uma série de monitores conectados fisicamente em arranjo, de modo a formar uma grande tela. Normalmente são compostos por painéis de LCD ou LED, podendo variar em polegadas como de 49 polegadas ou 55 polegadas, também podem ser feitos vídeo wall utilizando projetores de ultra curta distância , com recursos avançados como edge blend. 
Dentre outras finalidades, os video walls são utilizados em salas de monitoramento e controle, publicidade e em shows. As aplicações em CCo são geralmente de teor crítico e requerem equipamentos que funcionem 24/7. 
O display wall ou como é mais comumente conhecido Vídeo Wall (parede de vídeo), é um sistema que pode ser composto de cubos de retroprojeção, Monitores LCD ou LED profissionais, empilhados e enfileirados de maneira modular, formando uma única matriz de vídeo. As matrizes ganham nomeclaturas como 2x2 , 3x3 de acordo com a quantidade de linhas e colunas que as compõe. 
Inicialmente os retroprojetores para os cubos de Vídeo Wall vinham equipados com lâmpadas alógenas, onde a luz emitida pelo retroprojetor passava por um sistema de cores rotativo (roda-de-cores), gerando a luz vermelha, verde e azul onde estas direcionadas sobre o chip DMD, que através de seu micro-espelho reflete toda a luz para a tela do cubo. As diferentes densidades e tons de luz reproduzem mais de 16 milhões de cores com resoluções que podem chegar até 1920x1080p por cubo. Esta tecnologia ainda é utilizada como legado, porém em amplo desuso. Atualmente painéis de led de alta resolução com pixels de 1mm ou menores também estão sendo utilizados para as funções a se destinam os vídeo walls.
O Sistema de Vídeo Wall baseado na tecnologia de retroprojeção a lâmpada impressionava no início de sua operação, porém além do alto custo de manutenção deste sistema onde havia necessidade de substituição de rodas de cores, fontes e lâmpadas, havia ainda o grave problema da diferença de brilho em um mesmo painel, ou seja, cada cubo visualmente apresentava um brilho diferente. Isso ocorre, pois as lâmpadas apresentam desgastes de consumo diferente uma das outras. Os fabricantes de Vídeo Wall desenvolveram softwares para ajustar de tempos em tempos a potência de uso de cada lâmpada, porém este seria apenas um paliativo, pois em curto período os cubos apresentavam nova diferença entre si dando um aspecto desagradável ao painel.
Em meados de 2009 começou-se a ouvir sobre a nova tecnologia de retroprojeção LED no Brasil e neste caso a máquina de luz composta por 03 lâmpadas LED (Vermelho, Verde e Azul). Este processo simplificou a construção do painel de Vídeo Wall formado por cubos, eliminando a roda de cores e promovendo o processo por meio de algo parecido com um prisma, refletindo diretamente sobre o chip DMD e gerando as mais de 16 milhões de cores.
A potência das lâmpadas de LED passou a ser controlada automaticamente por um sistema de gerenciamento embarcado mantendo todos os cubos de um painel de Vídeo Wall com o mesmo brilho e resolução, mesmo após anos de utilização. Já presenciamos painéis em operação há dois anos com o mesmo aspecto de quando novo, sem que houvesse intervenções para ajustes neste período, ou seja, pode-se afirmar que agora os cubos de retroprojeção são realmente equipamentos ideias para operação 24×7 por longos períodos.
Segundo os fabricantes, a lâmpada de LED tem vida útil em operação 24×7 (24 horas x 7 dias por semana) por período igual ou superior à 80.000 horas (entre 9 e 10 anos).
Alguns estudos indicam que os novos Painéis de Vídeo Wall com retroprojeção LED apesar de terem seu start de compra mais elevado, podem trazer uma economia de aproximadamente 40% em 5 anos de operação contínua. .
A grande vantagem dos cubos, tanto os de lâmpadas alógenas ou de LED, é a inexistência de bordas separando uma tela da outra em todas as direções. Quando da junção dos cubos para formação de um painel de Vídeo Wall, a separação das telas pode chegar em 0,2mm em alguns fabricantes, um pouco mais que um fio de cabelo. Isso permite que a imagem fique praticamente única sem qualquer interferência sobre as mesmas.
Surgiu também na mesma época as telas de LFD ou mais conhecidas por LCD Industrial para operação continua 24×7. No início este produto encontrou rejeição pelo mercado especifico de Centros de Controle onde a exigência por equipamentos livre de bordas sempre foram elevados.
O LCD Industrial de 42 polegadas com somatória de bordas de 22mm (2,2cm), era 11 vezes superior que a somatória da junção dos cubos de retroprojeção. Apesar do custo das telas serem mais atraentes, quando se pensava em montar um painel de LCD com a mesma área quadrada dos cubos, a solução de LCD tornava-se inviável, pois necessitava de grande quantidade de monitores a mais do que os cubos e um gerenciador gráfico com muito maior número de saídas digitais, transformando a solução muitas vezes com custo superior.
Alguns meses depois surgiu um novo produto na linha de LCD Industrial, o LFD 46” onde a somatória de bordas chegou aos incríveis 7,2mm, pouco mais que meio centímetro. Isso despertou o interesse de alguns Centros de Controle que começaram a investir na nova tecnologia e acabou por se difundir em diversos Centros de Controle.
Em 2010 essa somatória de bordas já estava em 6,7mm e atualmente o LFD com Backlight de LED tem apenas 5,5mm de somatória com resolução Full HD (1920x1080p).
Para o perfeito alinhamento das telas, sejam elas cubos de retroprojeção ou LFD, cada fabricante desenvolveu seu próprio suporte de fixação ou base, onde estes suportes permitem o perfeito empilhamento dos módulos, ajustes verticais/horizontais e de profundidade. Com isso o Vídeo Wall (parede de vídeo), fica perfeitamente alinhado.
Seja o painel de Vídeo Wall formado por cubos de retroprojeção ou módulos de LCD Industrial (LFD), o seu sistema de gerenciamento é o mesmo. Foi desenvolvido um Gerenciador Gráfico para Vídeo Wall com alta capacidade de processamento, saídas e entradas gráficas compatíveis com cada painel de Vídeo Wall e necessidades de cada Centro de Operação, e um pacote de softwares capazes de capturar todo tipo de informação, estejam elas na rede TCP/IP do cliente ou ainda de forma analógica.
Este sistema de gerenciamento do Vídeo Wall permite distribuir todas as janelas de operação em uma única tela lógica e exibir simultaneamente múltiplas aplicações gráficas de diferentes fontes e resoluções. Com ele é possível que as janelas capturas sejam móveis e escalonáveis com dimensões livre e exibição em tempo real.
Dentre as ferramentas de softwares disponíveis para Centros de Controle podemos destacar as de captura remota por rede TCP/IP, a possibilidade de criação de ilimitados layouts acionados pelo operador ou de forma automática, o controle de múltiplos painéis de Vídeo Wall desde que disponíveis em uma mesma rede, com a troca de informação entre eles mesmo que em locais distintos, e também a setorização de grandes painéis de Vídeo Wall, onde é possível exibir simultaneamente diversos ponteiros de mouse no painel com cores distintas de modo a identificar o operador e permitindo ou não que estes ponteiros possam utilizar apenas esta ou aquela área do painel.
Existem algumas soluções para gerenciamento de painéis de Vídeo Wall conhecidas como Gerenciador IP, onde em cada módulo de LFD ou cubo é embarcado um pequeno gerenciador gráfico com capacidade de processamento reduzido e um software para sincronização das imagens quando necessário ampliá-la em mais de um módulo.
Essa solução na verdade surgiu em detrimento das organizações divulgarem informações institucionais para seus colaboradores e ou clientes por meio de um sistema de Tv Corporativa. A organização faz a devida distribuição de diversos equipamentos de Tv em suas unidades e por meio deste “gerenciador embarcado” é possível conectar o aparelho de Tv a rede corporativa. De uma Central de Marketing ou Gestão de Conteúdo de Mídia, é transmitido o conteúdo seja ele um canal próprio de Tv, informações institucionais ou promoções. Um exemplo pratico disto são os Shoppings Centers, com Tv’s distribuídas ao longo de corredores, elevadores, etc.
Este sistema funciona bem quando o usuário pretende enviar a imagem para apenas uma tela. Quando da necessidade de que esta imagem seja arrastada livremente ou expandida em todo o painel de Vídeo Wall existe um delay (atraso ou travamento) das informações até que o software faça esta sincronização. A não ser que as imagens já estejam abertas e processadas em uma janela minimizada, o operador de um Centro de Controle perceberá visualmente este delay, não atendendo assim as reais necessidades de um Centro de Controle onde trafegam informações criticas que precisam ser exibidas em tempo real.
Assim podemos dizer que o painel de Vídeo Wall ou Sistema de Visualização Gráfica atua como integrador e facilitador de monitoramento de sistemas críticos e de mídia por promoverem uma visualização confiável, ergonômica e sem restrições dos tipos de sinais a serem capturados.

### Tecnologias de Telas para Video Walls
Existem diferentes tipos de telas usadas em video walls, cada uma com suas vantagens:

#### Cubos de Retroprojeção (DLP)
Antigamente, usavam lâmpadas que se desgastavam, fazendo as telas parecerem com brilhos diferentes. Hoje, usam LEDs, que duram muito mais (mais de 80.000 horas, ou cerca de 9 a 10 anos de uso contínuo) e mantêm o brilho e a cor uniformes entre os cubos. A principal vantagem dos cubos é que as bordas entre as telas são quase invisíveis (cerca de 0,2mm), criando uma imagem muito contínua.

#### Monitores LCD/LED Profissionais (LFD)
No começo, esses monitores tinham bordas grossas, que atrapalhavam a imagem contínua. Mas com o tempo, as bordas ficaram muito mais finas, chegando a 5,5mm ou menos. Eles são geralmente mais baratos que os cubos, mais fáceis de instalar e manter, e oferecem alto brilho. A desvantagem é que, mesmo finas, as bordas ainda existem.

#### Painéis de LED Direto
Essa é a tecnologia mais avançada. As telas são feitas de muitos pequenos LEDs que formam a imagem diretamente, sem nenhuma borda. Isso cria uma tela totalmente contínua. Eles oferecem brilho e contraste muito altos e podem ser feitos em qualquer tamanho. A desvantagem é o custo mais alto e o consumo de energia. A qualidade da imagem de perto depende do "pixel pitch", que é a distância entre os LEDs. Quanto menor o pixel pitch, melhor a imagem de perto.

### Montagem e Alinhamento
Para que o video wall pareça uma única tela, os fabricantes usam suportes especiais que permitem alinhar perfeitamente cada monitor ou cubo, ajustando a altura, largura e profundidade.

### Gerenciamento e Controle
Um processador de video wall é o cérebro do sistema. Ele coleta as imagens de várias fontes (computadores, câmeras, etc.), as processa e as distribui para as telas do video wall. Um software permite controlar tudo:
- Abrir várias janelas de conteúdo ao mesmo tempo.
- Mover e mudar o tamanho das janelas livremente.
- Salvar e carregar diferentes configurações de tela (layouts).
- Controlar vários video walls em diferentes locais.
- Permitir que várias pessoas usem o mesmo video wall ao mesmo tempo, cada uma com seu próprio cursor do mouse.

Existem também soluções mais simples, chamadas "Gerenciadores IP", que funcionam bem para TVs corporativas (como em shoppings), mas podem ter atrasos quando a imagem precisa se mover ou ser ampliada em um video wall de centros de controle, onde a velocidade é crucial.

### Onde os Video Walls São Usados
Video walls são muito versáteis e aparecem em:
- Salas de controle: Para monitorar dados, câmeras e operações em tempo real.
- Publicidade: Em shoppings, aeroportos e lojas para anúncios grandes e chamativos.
- Eventos: Em shows, conferências e instalações artísticas para criar experiências visuais.
- Salas de reunião: Para apresentações e colaboração em equipe.
- Estúdios de TV: Como cenário para exibir gráficos e vídeos.

### Tendências Futuras
A tecnologia de video walls está sempre evoluindo, buscando:
- Melhor resolução: Imagens ainda mais detalhadas.
- Inteligência Artificial: Para analisar dados e mostrar informações mais relevantes.
- Interatividade: Telas sensíveis ao toque e com realidade aumentada.
- Sustentabilidade: Equipamentos que consomem menos energia.

Video walls são ferramentas importantes para mostrar informações em grande escala. A escolha do tipo ideal depende do que você precisa, do ambiente, do orçamento e da importância de ter uma imagem contínua.